# Matchless Model F7-serie
De Matchless Model F7-serie was een serie 250cc-motorfietsen die het Britse merk Matchless in de jaren dertig produceerde. Ze bestond uit de modellen 34/F7, 35/F7 en 36/F7.
Het 250cc-Model F7 vormde samen met de het 500cc-Model D5 en het 990cc-Model X de serie toermodellen van Matchless. De sportievere 250cc-zustermodellen vormden de Matchless Model G2-serie.

## 1934: Model 34/F7
Het Model F7 verscheen in 1934 als "Matchless Model 34/F7". Men plaatste in de tweede helft van de jaren dertig altijd het jaartal voor de modelnaam. De machine had toen nog een drieversnellingsbak, maar werd geleverd met de complete Lucas-elektrische verlichtingsset. De zijklepmotor had een licht voorover hellende cilinder en de kleppen waren afgedekt. Het dry-sump smeersysteem had de olietank onder het zadel en smeerde ook de primaire ketting, die daarom in een geloten, geschroefde kettingkast zat. De machine had al een middenbok, maar daarnaast ook nog een voorwielstandaard. De zadeltank kon negen liter benzine bevatten de olietank had een inhoud van 1,7 liter. De trommelremmen waren voorzien van ronde wartels zodat ze met de hand bijgesteld konden worden. Naast de Lucas-verlichting had de machine ook een 6 volt elektrische installatie met een grote 30 watt-dynamo waarvan het aandrijfkettinkje ook in het smeersysteem was opgenomen, een bobine-ontsteking en een grote accu onder het zadel. Men kon al dim-, parkeer,- en grootlicht voeren. De lichtschakelaar, ontstekingsschakelaar, ampèremeter en het waarschuwingslampje voor de ingeschakelde ontsteking zaten op de achterkant van de koplamp. Een elektrische claxon hoorde tot de standaarduitrusting. De Girder-parallellogramvork was voorzien van frictiedempers. De machine kostte 34 guineas.

## 1935: Model 35/F7
Het Model 35/F7 had nog een drieversnellingsbak, maar nu konden klanten tegen bijbetaling van 10 shilling en 6 pence een vierbak bestellen.

## 1936: Model 36/F7
In 1936 werd de vierversnellingsbak standaard geleverd.

## Accessoires
Tot 1936 was de vierversnellingsbak een optie. Daarnaast kon het Model F7 worden uitgevoerd met:
- Afneembare bagagedrager (15 shilling)
- beenschilden (15 shilling)
- Snelheidsmeter zonder dagteller (2 guineas)
- Snelheidsmeter met dagteller (2 guineas en 5 shilling)
- Lucas remlicht (5 shilling)
- Duovoetsteunen (7 shilling en 6 pence)
- Duozadel (12 shilling en 6 pence)
- Hutchinson "De Luxe" duozadel voor plaatsing boven de bagagedrager (13 shilling en 6 pence)